# Élisa Bloch
Élisa Marcus, de cognom de casada Bloch, fou una escultora txeca nacionalitzada a l'estat francés. Va nàixer el 8 de gener del 1848 a Breslau i va morir a París, el 10 de maig del 1905.

## Biografia

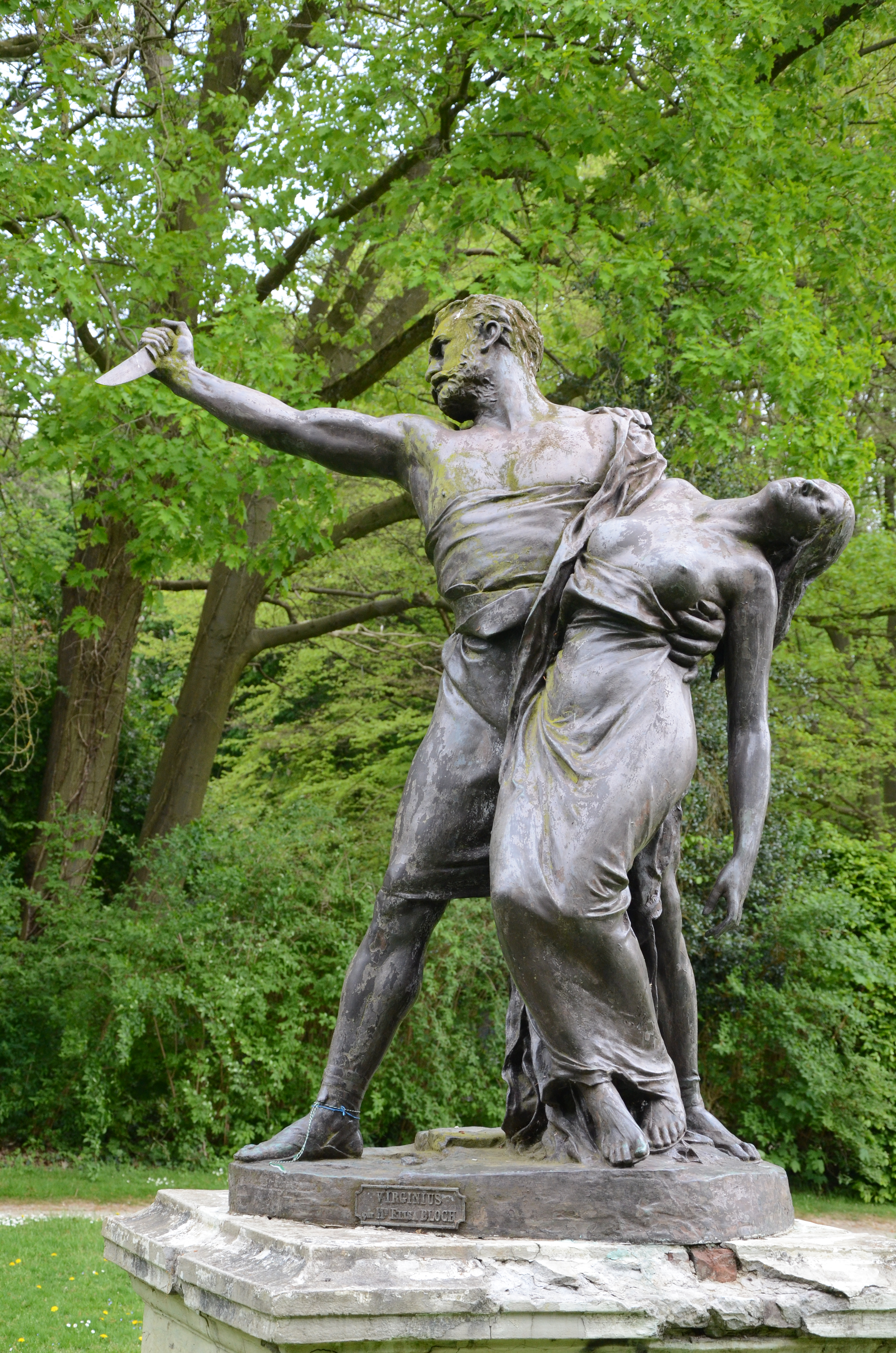
Virginius immolant sa filla Virginia (1889), bronze, Brussel·les, parc del Museu Reial de l'Àfrica Central

Nascuda a la Silèsia prussiana, Élisa Marcus arribà a París amb sos pares i després va prendre la nacionalitat francesa en casar-se amb el periodista Léon Bloch, un temps redactor en cap de L'Écho de Paris.
Es va matricular en l'Académie Julian i hi va rebre l'ensenyament d'Henri Chapu.
Debutà al Saló dels Artistes Francesos el 1878 i hi exposà un medalló que representava el seu marit. Després va produir una gran quantitat de bustos, com ara els de Jules Barbier, Camille Flammarion, Buffalo Bill, Léonide Leblanc (amant de Georges Clemenceau), Jules Oppert, Zadoc Kahn, Matilde Bonaparte, Frédéric Passy (al Saló de 1903), etc.
El grup Virginius immolant la seua filla Virginia el va presentar a l'Exposició Universal de París de 1889 i després el va fondre en bronze per l'any 1900 (Brussel·les, parc del Museu Reial de l'Àfrica Central).
Élisa Bloch va fer molts encàrrecs públics, entre els quals monuments commemoratius.
El 1892 va fundar la revista mensual Paris-Province, que va dirigir fins al 1905. Després de la seua mort, la direcció anà a càrrec de la pintora Madeleine Foyot d'Alvar: La revista va desaparéixer el 1909. Segons la investigadora Nelly Sanchez,, aquesta revista, molt russòfila, no tingué gaire èxit. Pretenia ser l'òrgan de premsa de l'Acadèmia Literària i Artística de París-Província, acadèmia que responia a un doble pensament: «descentralitzar les lletres i les arts, fer valorar els joves talents per als quals, cada dia, i a cada pas, hi ha tantes dificultats». Anaïs Ségalas i la baronessa Staffe hi escrivien cròniques.
Tenia un taller, cap al 1895, a París.
Élisa Bloch va morir el 10 de maig del 1905 a casa seua, a París. L'enterraren al Cementeri de Montparnasse, fins que al final del 1975 en traslladaren les despulles al Cementiri del Père-Lachaise.(1)